# Agrupación guerrillera de Levante y Aragón
Pour les articles homonymes, voir AGLA.

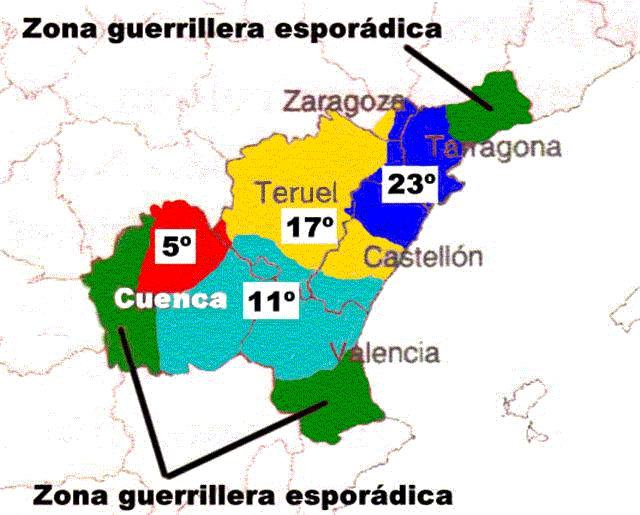
Carte des principales zones d'action de l'AGLA.

La Agrupación guerrillera de Levante y Aragón (Regroupement guerrillero du Levant et de l'Aragon en espagnol ; AGLA) est une organisation de guérilla anti-franquiste contrôlée par le Parti communiste d'Espagne (PCE), active entre le début des années 1940 et 1952. Il s'agit du principal groupe d'opposition au franquisme pendant la première période de celui-ci.
Son champ d'action s'étendait sur les provinces de Cuenca, Teruel, Valence et Castellón, avec des interventions plus sporadiques dans la province d'Albacete et même Murcie.